# Beierolpium graniferum
Espèce
Synonymes
- Xenolpium graniferum Beier, 1965

Beierolpium graniferum est une espèce de pseudoscorpions de la famille des Olpiidae.

## Distribution
Cette espèce est endémique du Tchad. Elle se rencontre vers N'Djaména.

## Description
Les mâles mesurent de 1,7 à 1,8 mm.

## Systématique et taxinomie
Cette espèce a été décrite sous le protonyme Xenolpium graniferum par Beier en 1965. Elle est placée dans le genre Beierolpium par Heurtault en 1982.

## Publication originale
- Beier, 1965 : Pseudoskorpione aus dem Tschad-Gebiet. Annalen des Naturhistorischen Museums in Wien, vol. 68, p. 365-374 (texte intégral).